# Copa América Femenina 2022
La Copa América Femenina 2022 si è disputata dall'8 al 30 luglio 2022 e per la prima volta assoluta in Colombia.
Il torneo ha agito anche da qualificazione al campionato mondiale di Australia-Nuova Zelanda 2023. Tre squadre si sono qualificate direttamente, mentre altre due hanno avuto accesso al play-off intercontinentale. La competizione ha determinato inoltre le nazionali CONMEBOL che hanno partecipato al torneo di calcio femminile dei XIX Giochi panamericani di Santiago del Cile 2023. Inoltre, dopo questa edizione, il torneo si terrà ogni due anni anziché quattro.

## Partecipanti
Partecipano al torneo le rappresentative delle 10 associazioni nazionali affiliate alla Confederación sudamericana de Fútbol (CONMEBOL):
| - Argentina - Bolivia - Brasile - Cile - Colombia |  | - Ecuador - Paraguay - Perù - Uruguay - Venezuela |

## Stadi
Sono state scelte 3 città per ospitare tutte le gare del torneo:
| Cali Bucaramanga Armenia | Cali                             | Bucaramanga          | Armenia           |
| ------------------------ | -------------------------------- | -------------------- | ----------------- |
| Cali Bucaramanga Armenia | Stadio olimpico Pascual Guerrero | Stadio Alfonso López | Stadio Centenario |
| Cali Bucaramanga Armenia | Capacità: 35 405                 | Capacità: 28 000     | Capacità: 20 716  |
| Cali Bucaramanga Armenia |                                  |                      |                   |

## Fase a gironi
Il sorteggio della fase a gironi è stato effettuato il 7 aprile.

### Gruppo A

#### Classifica
| Pos. | Squadra  | Pt | G | V | N | P | GF | GS | DR  |
| ---- | -------- | -- | - | - | - | - | -- | -- | --- |
| 1.   | Colombia | 12 | 4 | 4 | 0 | 0 | 13 | 3  | +10 |
| 2.   | Paraguay | 9  | 4 | 3 | 0 | 1 | 9  | 7  | +2  |
| 3.   | Cile     | 6  | 4 | 2 | 0 | 2 | 9  | 8  | +1  |
| 4.   | Ecuador  | 3  | 4 | 1 | 0 | 3 | 9  | 7  | +2  |
| 5.   | Bolivia  | 0  | 4 | 0 | 0 | 4 | 1  | 16 | -15 |

#### Risultati
| Arbitro: | Anahí Fernández |

|                    |           |                                                                         |
| É. Salvatierra 59’ | Marcatori | 19’, 90+4’ Bolaños 37’ Pesántes 41’ Aguirre 70’ Lattanzio 76’ Espinales |

| Arbitro: | Edina Alves Batista |

|                                          |           |                           |
| Montoya 22’, 59’ Ramírez 33’ Vanegas 82’ | Marcatori | 27’ J. Martínez 90’ Gauto |

| Arbitro: | Yercina Correa |

|                                           |           |                       |
| Fernández 3’ J. Martínez 12’ Sandoval 56’ | Marcatori | 34’ Pardo 90+2’ Acuña |

| Arbitro: | Elizabeth Tintaya |

|  |           |                                         |
|  | Marcatori | 21’ Santos 70’ (aut.) Morales 78’ Arias |

| Arbitro: | Anahí Fernández |

|                               |           |  |
| R. Martínez 10’ Fernández 71’ | Marcatori |  |

| Arbitro: | Edina Alves Batista |

|                    |           |             |
| Sáez 40’ Acuña 76’ | Marcatori | 78’ Aguirre |

| Arbitro: | Elizabeth Tintaya |

|                                                                    |           |  |
| Lara 7’, 45+1’ É. Salvatierra 14’ (aut.) Y. López 17’ Valencia 76’ | Marcatori |  |

| Arbitro: | Laura Fortunato |

|              |           |                         |
| Charcopa 34’ | Marcatori | 30’ Ramírez 45’ Caicedo |

| Arbitro: | Anahí Fernández |

|                                              |           |  |
| Usme 4’ D. Arias 11’ Vanegas 37’ Salazar 41’ | Marcatori |  |

| Arbitro: | Yercinia Correa |

|            |           |                                |
| Real 45+1’ | Marcatori | 30’ J. Martínez 90+1’ Chamorro |

### Gruppo B

#### Classifica
| Pos. | Squadra   | Pt | G | V | N | P | GF | GS | DR  |
| ---- | --------- | -- | - | - | - | - | -- | -- | --- |
| 1.   | Brasile   | 12 | 4 | 4 | 0 | 0 | 17 | 0  | +17 |
| 2.   | Argentina | 9  | 4 | 3 | 0 | 1 | 10 | 4  | +6  |
| 3.   | Venezuela | 6  | 4 | 2 | 0 | 2 | 3  | 5  | -2  |
| 4.   | Uruguay   | 3  | 4 | 1 | 0 | 3 | 6  | 9  | -3  |
| 4.   | Perù      | 0  | 4 | 0 | 0 | 4 | 0  | 18 | -18 |

#### Risultati
| Arbitro: | María Carvajal |

|                                                       |           |  |
| Adriana 28’, 58’ Bia Zaneratto 36’ (rig.) Debinha 87’ | Marcatori |  |

| Arbitro: | María Victoria Daza |

|  |           |                 |
|  | Marcatori | 78’ Castellanos |

| Arbitro: | Zulma Quiñónez |

|  |           |                                |
|  | Marcatori | 32’, 48’ Adriana 45+2’ Debinha |

| Arbitro: | Susana Corella |

|                                                      |           |  |
| Rodríguez 18’ Bonsegundo 52’ Stábile 62’ Lonigro 84’ | Marcatori |  |

| Arbitro: | María Victoria Daza |

|                                                  |           |  |
| Banini 43’ Rodríguez 51’, 64’, 69’ Stábile 90+5’ | Marcatori |  |

| Arbitro: | Sandra Braz |

|  |           |                            |
|  | Marcatori | 39’ Castellanos 64’ Altuve |

| Arbitro: | Zulma Quiñónez |

|  |           |                                                   |
|  | Marcatori | 22’ Bia Zaneratto 51’ Ary Borges 58’, 65’ Debinha |

| Arbitro: | Adriana Farfán |

|  |           |                                                               |
|  | Marcatori | 51’, 76’ Pa. González 58’ Aquino 61’, 89’ Pizarro 66’ Velazco |

| Arbitro: | Susana Corella |

|                                                                                           |           |  |
| Duda 1’ Duda Sampaio 17’ Geyse 41’ Duda Santos 44’ (rig.) Fernanda 48’ Adriana 50’ (rig.) | Marcatori |  |

| Arbitro: | Sandra Braz |

|  |           |                |
|  | Marcatori | 63’ Bonsegundo |

## Fase a eliminazione diretta

### Tabellone
|  | Semifinali | Semifinali | Semifinali |         |          | Finale          | Finale          | Finale          |  |
|  |            |            |            |         |          |                 |                 |                 |  |
|  | 1A         | Colombia   | 1          |         |          |                 |                 |                 |  |
|  | 1A         | Colombia   | 1          |         |          |                 |                 |                 |  |
|  | 2B         | Argentina  | 0          |         |          |                 |                 |                 |  |
|  | 2B         | Argentina  | 0          |         | Colombia | Colombia        | 0               |                 |  |
|  |            |            |            |         | Colombia | Colombia        | 0               |                 |  |
|  |            |            | Brasile    | Brasile | 1        |                 |                 |                 |  |
|  | 1B         | Brasile    | Brasile    | Brasile | 1        | 2               |                 |                 |  |
|  | 1B         | Brasile    |            |         |          | 2               |                 |                 |  |
|  | 2A         | Paraguay   | 0          |         |          | Finale 3º posto | Finale 3º posto | Finale 3º posto |  |
|  | 2A         | Paraguay   | 0          |         |          |                 |                 |                 |  |
|  |            |            |            |         |          |                 |                 |                 |  |
|  |            |            |            |         |          | Argentina       | Argentina       | 3               |  |
|  |            |            |            |         |          | Argentina       | Argentina       | 3               |  |
|  |            |            |            |         |          | Paraguay        | Paraguay        | 1               |  |

### Finale quinto posto
La vincitrice della finale per il quinto posto accede al play-off intercontinentale.
| Arbitro: | Edina Alves Batista |

|                                      |                      |                                |
| Zamora 65’                           | Marcatori            | 90+2’ Castellanos              |
| Lara Araya Zamora Balmaceda Guerrero | Tiri di rigore 4 – 2 | Castellanos Moreno Altuve Viso |

### Semifinali
Le vincitrici delle semifinali si qualificano al campionato mondiale femminile di calcio 2023.
| Arbitro: | María Carvajal |

|             |           |  |
| Caicedo 63’ | Marcatori |  |

| Arbitro: | Anahí Fernández |

|                                  |           |  |
| Ary Borges 16’ Bia Zaneratto 28’ | Marcatori |  |

### Finale terzo posto
La vincitrice della finale per il terzo posto si qualifica al campionato mondiale femminile di calcio 2023, la perdente accede al play-off intercontinentale.
| Arbitro: | María Victoria Daza |

|                                     |           |                  |
| Rodríguez 78’, 90+1’ Bonsegundo 90’ | Marcatori | 39’ (aut.) Núñez |

### Finale
| Arbitro: | Laura Fortunato |

|  |           |                    |
|  | Marcatori | 39’ (rig.) Debinha |

## Statistiche

### Classifica marcatrici
6 reti
- Yamila Rodríguez

5 reti
- Adriana (1 rig.)

- Debinha (1 rig.)

3 reti
- Florencia Bonsegundo
- Bia Zaneratto (1 rig.)

- Jessica Martínez

- Deyna Castellanos

2 reti
- Eliana Stábile
- Ary Borges
- Yenny Acuña
- Francisca Lara
- Daniela Arias

- Linda Caicedo
- Daniela Montoya
- Mayra Ramírez
- Manuela Vanegas
- Marthina Aguirre

- Nayely Bolaños
- Rebeca Fernández
- Pamela González
- Esperanza Pizarro

1 rete
- Estefanía Banini
- Érica Lonigro
- Érika Salvatierra
- Duda
- Duda Sampaio
- Duda Santos (1 rig.)
- Fernanda
- Geyse Ferreira
- Yessenia López
- Daniela Pardo

- Camila Sáez
- Mary Valencia
- Daniela Zamora
- Liana Salazar
- Leicy Santos
- Catalina Usme
- Nicole Charcopa
- Joselyn Espinales
- Giannina Lattanzio

- Danna Pesántez
- Kerlly Real
- Lice Chamorro
- Fany Gauto
- Ramona Martínez
- Fabiola Sandoval
- Belén Aquino
- Ximena Velazco
- Oriana Altuve

autoreti
- Romina Núñez (1, pro Paraguay)
- Ericka Morales (1, pro Colombia)
- Érika Salvatierra (1, pro Cile)